# Sunshine of my heart
『Sunshine of my heart』（サンシャイン・オブ・マイ・ハート）は1994年11月26日に発売されたKAN17作目のシングル。

## 概要
アルバム『東雲』と同日発売。テレビ朝日「まいど!音楽ラスベガス」エンディング・テーマ。KANがスティーヴィー・ワンダーに影響を受けた楽曲の一つで、ライブで踊りながら歌うことを意識して作った曲。

## 収録曲
全曲　作詞・作曲：KAN　編曲：小林信吾/KAN
1. Sunshine of my heart
2. 君たちはうまく行く
3. Sunshine of my heart（オリジナル・カラオケ）

## この頃のできごと
- 1994年10月28日 - 『笑っていいとも!』（フジテレビ系）「テレフォンショッキング」に3年振り2度目の出演。お友達として有賀さつきを紹介。